# Willie le Roux
Willem Jacobus le Roux (Stellenbosch, 18 de agosto de 1989) es un jugador sudafricano de rugby de origen francés que se desempeña en las posiciones de fullback o wing. Juega para los Bulls de la United Rugby Championship, y para los Springboks internacionalmente.

## Trayectoria deportiva
Le Roux nació y se crio en el Western Province y comenzó su carrera profesional con Boland Cavaliers. Pasó 2 años con los Cavaliers, siendo fundamental su rol para obtener el título de la Currie up de primera división de 2011.
Se trasladó al norte para unirse a los Griquas junto con algunos de sus compañeros en los Cavaliers llegando a ser reconocido como uno de los mejores jugadores de la competición doméstica. En julio de 2013, se anunció que Le Roux había firmado un nuevo contrato con los Cheetahs hasta finales de 2015, lo que significaba que iba a jugar en el Super Rugby. Una vez acabó su contrato jugó unos meses en los Canon Eagles Japoneses, hasta enero de 2016 donde firmó con la franquicia de los Sharks. En 2014 Le Roux fue nominado como mejor jugador del año por la IRB.

### Internacional
Le Roux fue seleccionado para representar a los Springboks por primera vez durante el torneo de cuadrangular de Sudáfrica de 2013 enfrentándose a Italia. Desde entonces Le Roux se ha convertido en el zaguero titular y pieza fundamental del XV sudafricano.
En 2015 es seleccionado para formar parte de la selección sudafricana que participa en la Copa Mundial de Rugby de 2015. donde los Springboks lograron el tercer puesto tras perder en semifinales 20-18 ante Nueva Zelanda, en el partido por el tercer puesto derrotaron a la selección de Argentina por el marcador de 24-13. Le Roux fue titular indiscutible jugando seis partidos en el campeonato todos ellos siendo titular.
Fue seleccionado por Rassie Erasmus para formar parte de los Springboks en la Copa Mundial de Rugby de 2019 en Japón donde desplegaron un brillante juego en el que ganaron todos los partidos de la primera fase excepto el partido contra los All Blacks en la primera jornada de la primera fase. En el último partido les tocaba descansar por lo tanto sufrieron la cancelación de partidos que se dio por la llegada a Japón del Tifón Hagibis.
En cuartos de final se enfrentaron a la selección de Rugby de Japón, partido con cierto morbo ya que en el mundial anterior, estos lograron vencer a Sudáfrica en una larguísima última jugada. Sin embargo en esta ocasión, Sudáfrica hizo bueno su papel de favorito derrotando a Japón por 26-3
En semifinales jugaron ante Gales en un ajustado partido, donde vencieron los africanos por el marcador de 19-16.
En la final salieron victoriosos contra una Inglaterra que llegó algo desfondada tras el partido de semifinales ante los All Blacks por el resultado final de 32-12 donde se proclamaron campeones mundiales. Le Roux fue una pieza clave para los Springboks ya que jugó cinco partidos en el campeonato, todos ellos siendo titular.

#### Participaciones en Copas del Mundo
| Mundial                       | Sede       | Resultado     | PJ | Tries |
| ----------------------------- | ---------- | ------------- | -- | ----- |
| Copa Mundial de Rugby de 2015 | Inglaterra | Tercer puesto | 6  | 0     |
| Copa Mundial de Rugby de 2019 | Japón      | Campeón       | 5  | 0     |
| Copa Mundial de Rugby de 2023 | Francia    | Campeón       | 6  | 2     |

## Palmarés y distinciones notables
- Currie Cup First Division: 2011
- Rugby Championship 2019[11]
- Copa Mundial de Rugby de 2019[12]
- Copa Mundial de Rugby de 2023
- Nominado a Mejor Jugador del Mundo en el 2014.
- Seleccionado para jugar con los Barbarians